# Calosphaeria cryptospora
Calosphaeria cryptospora är en svampart som tillhör divisionen sporsäcksvampar, och som beskrevs av Anders Munk. Calosphaeria cryptospora ingår i släktet Calosphaeria, och familjen Calosphaeriaceae. Arten är reproducerande i Sverige.